# Mormântul licuricilor
Mormântul licuricilor (în japoneză 火垂るの墓, Hotaru no Haka) este un film de război anime japonez din 1988 bazat pe povestirea semi-autobiografică publicată în 1967 sub același nume⁠(d) de Akiyuki Nosaka. Filmul este regizat și scris de Isao Takahata⁠(d), iar animația este realizată de Studio Ghibli. Filmul îi are în rolurile principale pe Tsutomu Tatsumi⁠(d), Ayano Shiraishi, Yoshiko Shinohara⁠(d) și Akemi Yamaguchi⁠(d). Acțiunea filmului se desfășoară în Kobe, Japonia și prezintă lupta pentru supraviețuire a doi frați - Seita și Setsuko - pe parcursul ultimelor luni ale celui de-al Doilea Război Mondial. Mormântul licuricilor a fost foarte lăudat de critici, este considerat unul dintre cele mai bune filme de război ale tuturor timpurilor și reprezintă o peliculă cinematografică importantă a animației japoneze.

## Intriga
Pe 21 septembrie 1945, la scurt timp după sfârșitul celui de-al doilea război mondial, un adolescent, Seita, moare de inaniție⁠(d) într-o gară din Sannomiya⁠(d). Un îngrijitor îi sortează bunurile și găsește lângă el o cutie de bomboane pe care o aruncă într-un câmp. Rămășițele arse ale unor fragmente de oase cad din această, iar spiritul surorii mai mici a lui Seita, Setsuko, se ivește din cutie și se reunește cu cel al fratelui său. Apoi cei doi se îmbarcă într-un tren.
Cu câteva luni mai devreme, casa familiei lui Seita și Setsuko este distrusă într-un raid american⁠(d) alături de o mare parte din orașul Kobe. Aceștia scapă nevătămați, dar mama lor moare din cauza arsurilor grave. Cei doi se mută în casa unei mătuși îndepărtate, iar Seita dezgroapă câteva bunuri ascunse înainte de bombardament și le dă acesteia, cu excepția unei cutii de bomboane Sakuma⁠(d). Deoarece rațiile scad și numărul refugiaților din casă crește, mătușa îl convinge pe Seita să vândă chimonoul de mătase al mamei sale ca să poată cumpăra orez. Acesta folosește o parte din banii aflați în contul bancar al mamei sale să cumpere provizii, însă mătușa lor este indignată de faptul că cei doi pierd vremea și consideră că nu merită mâncarea pe care o prepară.
Seita și Setsuko decid să părăsească casa mătușii după ce aceasta îi insultă de nenumărate ori, iar frații se mută într-un adăpost antiaerian abandonat. Aceștia eliberează licurici în adăpost pentru lumină. A doua zi, Setsuko este îngrozită când descoperă că insectele au murit. Îi îngroapă într-un mormânt, întrebându-se de ce ele și mama sa au trebuit să moară. După ce rămân fără orez, Seita începe să fure de la fermieri și jefuiește case în timpul raidurilor aeriene. Când Setsuko se îmbolnăvește, Seita o duce la un medic care îi spune că sora sa suferă de malnutriție.
Disperat, Seita retrage ultimii bani din contul bancar al mamei lor. În timp ce părăsește banca, este tulburat de vestea că Japonia s-a predat. De asemenea, conștientizează că tatăl său, căpitan al Marinei Imperiale Japoneze, este cel mai probabil mort din moment ce majoritatea navelor japoneze au fost scufundate.
Seita se întoarce la adăpost cu mâncare și o găsește pe Setsuko halucinând. Acesta se grăbește să o hrănească, însă Setsuko moare în timp ce îi pregătește mâncarea. Seita îi pune corpul într-un sicriu de paie și o incinerează. Îi poartă cenușa în cutia de bomboane alături de fotografia tatălui său.
În scena finală, spiritele lui Seita și Setsuko ajung la destinație, sănătoase și fericite. Înconjurați de licurici, cei doi se odihnesc pe o bancă aflată în vârful unui deal și privesc spre un Kobe contemporan.

## Distribuție
| Personaj                      | Distribuția japoneză | Dublajul în limba engleză              | Dublajul în limba engleză         |
| Personaj                      | Distribuția japoneză | Skypilot Entertainment / CPM⁠(d) (1998) | Toho / Serafim⁠(d) / Sentai (2012) |
| ----------------------------- | -------------------- | -------------------------------------- | --------------------------------- |
| Seita Yokokawa (横川 清太?)   | Tsutomu Tatsumi      | J. Robert Spencer                      | Adam Gibbs                        |
| Setsuko Yokokawa (横川 節子?) | Ayano Shiraishi      | Corinne Orr                            | Emily Neves                       |
| Doamna Yokokawa (横川 さん?)  | Yoshiko Shinohara    | Veronica Taylor                        | Shelley Calene-Black              |
| Kiyoshi Yokokawa (横川 清?)   |                      |                                        |                                   |
| Mătușa lui Seita și Setsuko   | Akemi Yamaguchi      | Amy Jones                              | Marcy Bannor                      |
| Vărul lui Seita și Setsuko    |                      | Shannon Conley                         |                                   |
| Doctor                        |                      | Crispin Freeman                        |                                   |
| Agricultor                    |                      | Dan Green                              |                                   |
| Bătrânul                      |                      | Crispin Freeman                        |                                   |
| Îngrijitorul din gară         |                      |                                        | Andrew Love                       |